# Blue Clay Farms
Blue Clay Farms – jednostka osadnicza w Stanach Zjednoczonych, w stanie Karolina Północna, w hrabstwie New Hanover.